# Culture en Floride

La Floride (en rouge).

Cet article traite des différentes formes d'arts dans l'État américain de Floride.

## Architecture

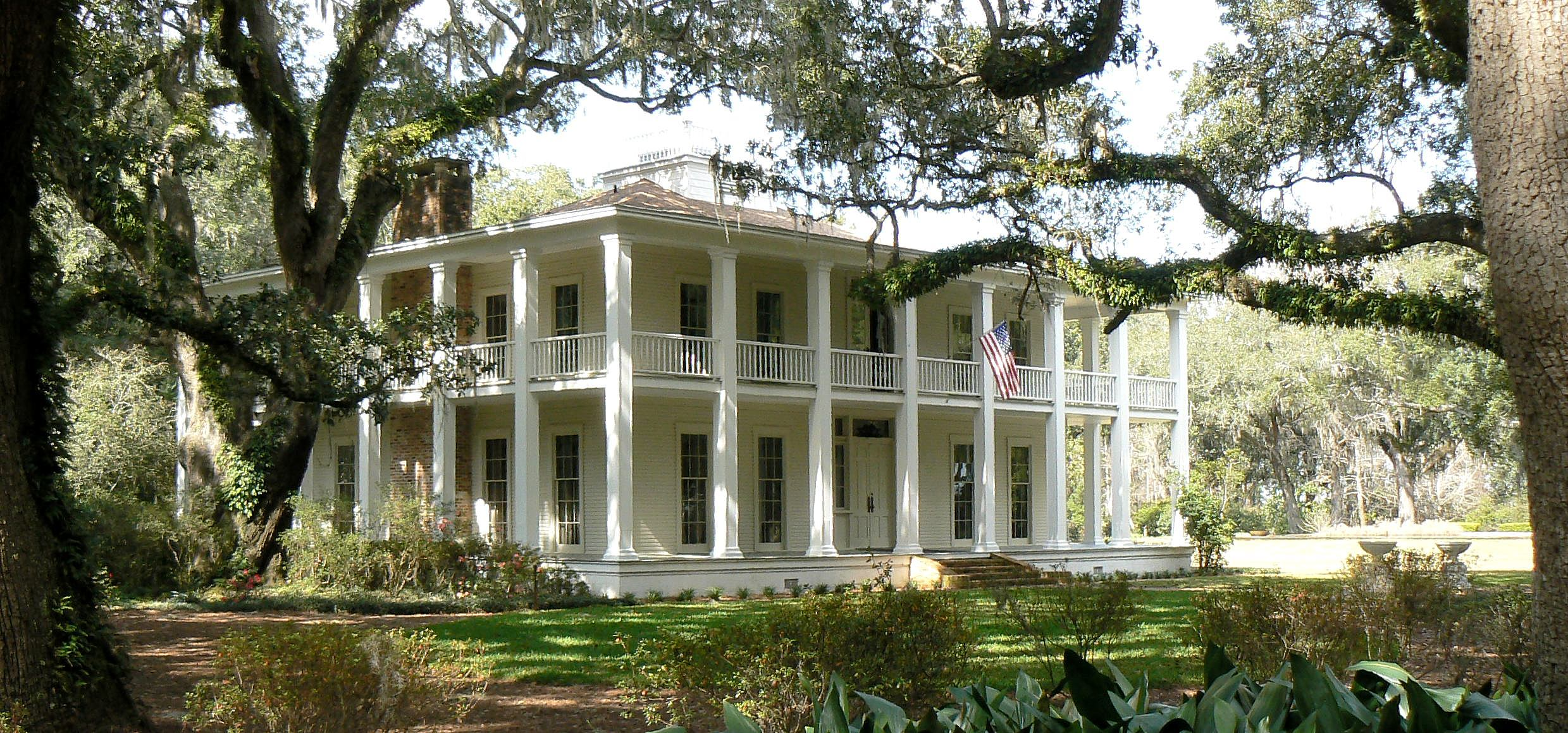
Maison des Wesley, une famille floridienne qui s’est enrichie grâce à l’industrie du bois (fin XIXe siècle, Parc d'État d'Eden Gardens)

L'architecture de la Floride suit l'évolution historique et économique de « l'État du Soleil ». Les Amérindiens ont laissé peu de bâtiments.
Les nombreux forts présents en Floride montrent que la région a constitué un enjeu entre les puissances coloniales européennes, puis dans les guerres indiennes menées par le gouvernement américain. De nombreuses fortifications en bois ont été détruites. Deux lieux sont classés monument national américain : Castillo de San Marcos et Fort Matanzas construits par les Espagnols au XVIIIe siècle en coquina. Le conch style connut un certain succès dans l'architecture civile, par exemple à Pensacola. Il s'agit d'orner les maisons avec des balcons en fer forgé ; on retrouve cette tendance dans le quartier français de La Nouvelle-Orléans, en Louisiane.
L'architecture du XIXe siècle reflète l'évolution économique de la Floride : dans la moitié Nord, les planteurs et les exploitants agricoles construisent de belles demeures dans un style commun au Vieux Sud des États-Unis (parc historique d'État de Bulow Plantation Ruins, parc d'État d'Eden Gardens). De ces plantations subsistent parfois les ruines d'un moulin à sucre (site historique d'État de Yulee Sugar Mill Ruins) ou des cases des esclaves (Bulow Plantation Ruins). La multiplication des phares sur la côte témoigne de la vocation maritime de la Floride : le plus haut est le Ponce de Leon Inlet Light (53 mètres, à Ponce Inlet, fini en 1887). Dans les villes, à la fin du siècle, fleurit le style victorien, comme à Key West ou Naples.

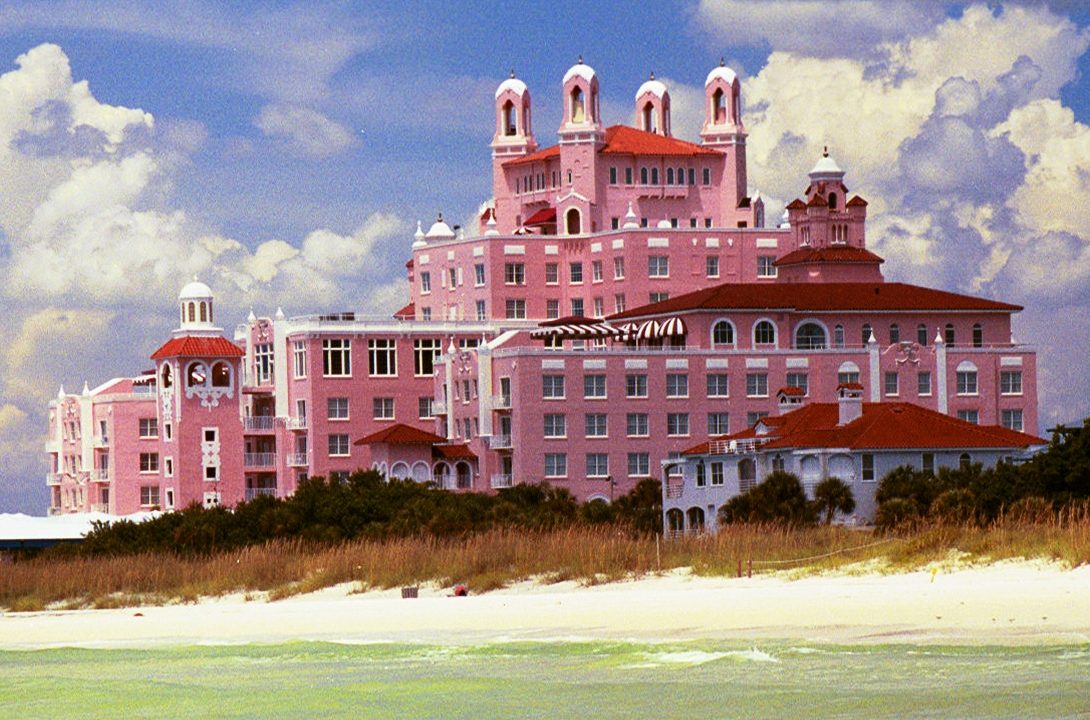
Don Cesar, St. Pete Beach

Dans les années 1880-1920, les investisseurs et les magnats des chemins de fer construisent de nombreux hôtels aux styles architecturaux éclectiques : Carl Graham Fisher à Miami Beach, Harold Vanderbilt à Palm Beach, Thomas Rowe à St. Pete Beach, Henry Bradley Plant à Tampa, Henry Morrison Flagler à St. Augustine. L'architecture néo-mauresque est très prisée : Dixie Walesbilt Hotel (St. Petersburg, 1928), Don Cesar (St. Pete Beach, 1928), Tampa Bay Hotel (Tampa, 1888), Ponce de León Hotel (1885, St. Augustine). Les autres tendances sont hispaniques (Coral Gables Biltmore Hotel, Coral Gables, 1926) ou néorenaissance méditerranéenne (Mediterranean Revival) que l'on retrouve en Californie (le Florida Theatre (1927) à Jacksonville ou encore la Villa Vizcaya à Miami).

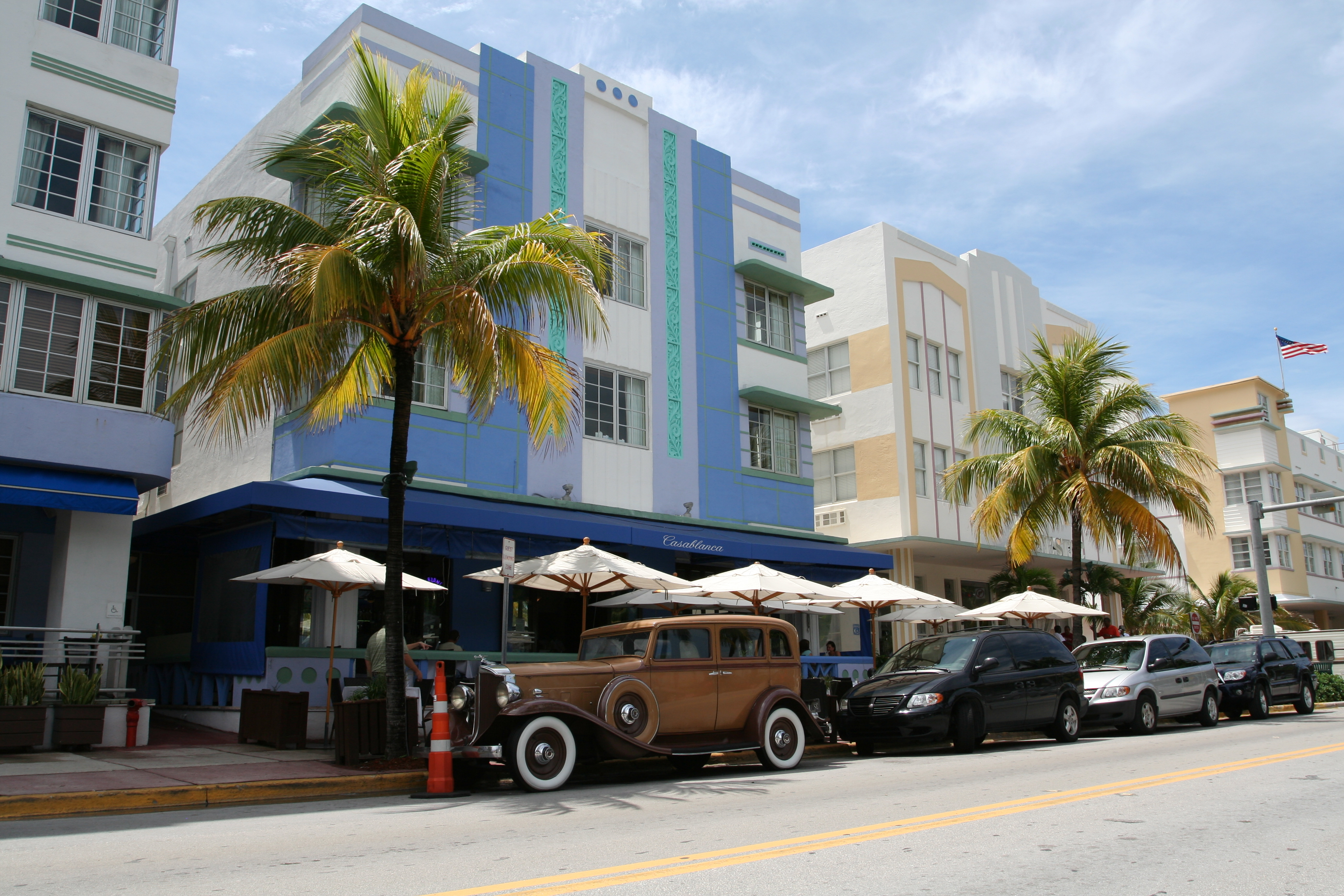
Miami Beach, bâtiments Art déco

L'entre-deux-guerres voit s'épanouir des édifices de style Art déco, en particulier à Miami et Miami Beach. Les éléments décoratifs en stuc et en marbre reprennent la faune et la flore locales (flamants roses, lézards, palmiers, fleurs exotiques...) si bien que l'on parle de tendance Tropical Art Deco. Les édifices ont un toit plat et un plan irrégulier. Les murs sont peints avec des couleurs pastels et ornés de formes géométriques, de néons qui brillent dans la nuit. Le sourcil au-dessus des fenêtres afin d'offrir une protection contre la lumière du soleil, est une spécialité de Miami.
Matériaux : béton, métal, pierre locale (calcaire), sols en terrazzo veneziano. La commission des sites historiques a classé plus de 800 de ces constructions Art déco parfois exubérantes, qui se concentrent sur Lincoln Road Mall et Ocean Drive dans le Miami Beach Architectural District. L'Art Deco floridien se décline en quatre tendances des années 1920 aux années 1940 : Zig-zag modern, Mediterranean revival, Streamline modern (qui s’inspire des navires et des voitures) et Depression modern. Les exemples de bâtiments Art déco sont plus rares ailleurs, même si on en trouve aussi à Jacksonville (Ritz Theatre).
La Floride compte des édifices de la Prairie School, un style qui était plutôt en vogue dans le Midwest dans les années 1910-1930. La Veterans' Memorial Library d'Isabel Roberts (St. Cloud) et la Pfeiffer Chapel, de Frank Lloyd Wright (Lakeland) en sont deux exemples.
Il existe un style moderne propre à Miami : la Miami Modern Architecture ; Morris Lapidus est l'un des architectes les plus prolifiques en Floride dans les années 1950 ; on lui doit de nombreux hôtels à Miami Beach (Sans Souci Hotel, Nautilus, Di Lido, Biltmore Terrace, Algiers, Fontainebleau Hotel, Eden Roc, Americana, Deauville Resort, Shelbourne Hotel, etc.). La Sarasota School of Architecture est un style d'architecture régional dominé par Paul Rudolph dans les années 1950 et qui appartient au style international. Elle se caractérise par son adaptation au climat et au terrain local. Parmi les grands architectes internationaux ayant travaillé en Floride, on peut citer le Japonais Arata Isozaki qui a construit le Team Disney Building, près d'Orlando, ou encore le Suisse Bernard Tschumi qui a dessiné le Paul Cejas School of Architecture Building à Miami (2003).
Comme dans les autres métropoles américaines, les grandes villes floridiennes ont vu s'élever des gratte-ciel dans les centres des affaires. La poussée a été telle à Miami que les spécialistes ont pu parler de manhattanisation. Le Four Seasons Hotel Miami est le plus haut immeuble de la Floride avec ses 242 mètres.
Enfin, les Floridiens ont pris conscience de la nécessité de préserver le patrimoine architectural de l'État, menacé par les promoteurs immobiliers. De nombreuses villes possèdent des quartiers historiques (Historic Districts en anglais) qui attirent les touristes. À la fin des années 1970, sous l’impulsion de Barbara Capitman, fut créée la Ligue de préservation de Miami.
| Nom du style                    | Période   | Lieu photographié                           | Photographie |
| Colonial                        | 1565-1821 | Gonzalez-Alvarez House, St. Augustine       |              |
| Vernaculaire                    | 1921-1940 | Chinsegut Hill Manor House, Brooksville     |              |
| Shotgun house                   | 1866-1940 | Jacksonville, Key West                      |              |
| Conch house                     | 1870-1920 | Key West, Miami                             |              |
| Vernaculaire commercial         | 1850-1940 | Deland Historic District                    |              |
| Greek Revival                   | 1830-1870 | Bronson-Mulholland House, Palatka           |              |
| Néogothique                     | 1850-1920 | St. Marks Episcopal Church, Palatka         |              |
| Néoroman                        | 1870-1910 | Cour du comté de Bradford                   |              |
| Italianisant                    | 1870-1890 | Fairbanks Folly, Fernandina Beach           |              |
| Queen Anne                      | 1880-1910 | Donnely House, Mount Dora                   |              |
| Mauresque                       | 1883-1928 | Tampa Bay Hotel, Tampa                      |              |
| Renaissance coloniale           | 1900-1930 | Lake Wales                                  |              |
| Néoclassique                    | 1890-1930 | White Hall, Palm Beach                      |              |
| Beaux-Arts                      | 1900-1930 | Tampa Circulo Cubano                        |              |
| Renaissance italienne           | 1914-1930 | Villa Vizcaya, Miami                        |              |
| Prairie School                  | 1909-1920 | Pfeiffer Chapel, Lakeland                   |              |
| Art déco                        | 1925-1940 | S. H. Kress and Co. Building, Daytona Beach |              |
| Art moderne                     | 1930-1945 | Ocean Spray Hotel, Miami Beach              |              |
| International                   | 1930-1970 | Fontainebleau Hotel, Miami Beach            |              |
| Sarasota School of Architecture |           | Sarasota High School                        |              |
| Postmoderne                     |           | Team Disney Building                        |              |

## Arts du spectacle et cinéma
Au début du XXe siècle, de nombreux réalisateurs de New York sont attirés par le climat de la Floride et les faibles salaires. Ils installent une trentaine de studios à Jacksonville à laquelle on donne rapidement le surnom de « Winter Film Capital of the World ». Plusieurs centaines de films muets sont ainsi produits entre 1908 et les années 1920. Mais l’industrie du cinéma est stoppée par la concurrence d’Hollywood en Californie. Il ne reste de cet âge d’or qu’un musée aménagé dans les studios Norman, dans le quartier d’Arlington, le Jacksonville Silent Film Museum.

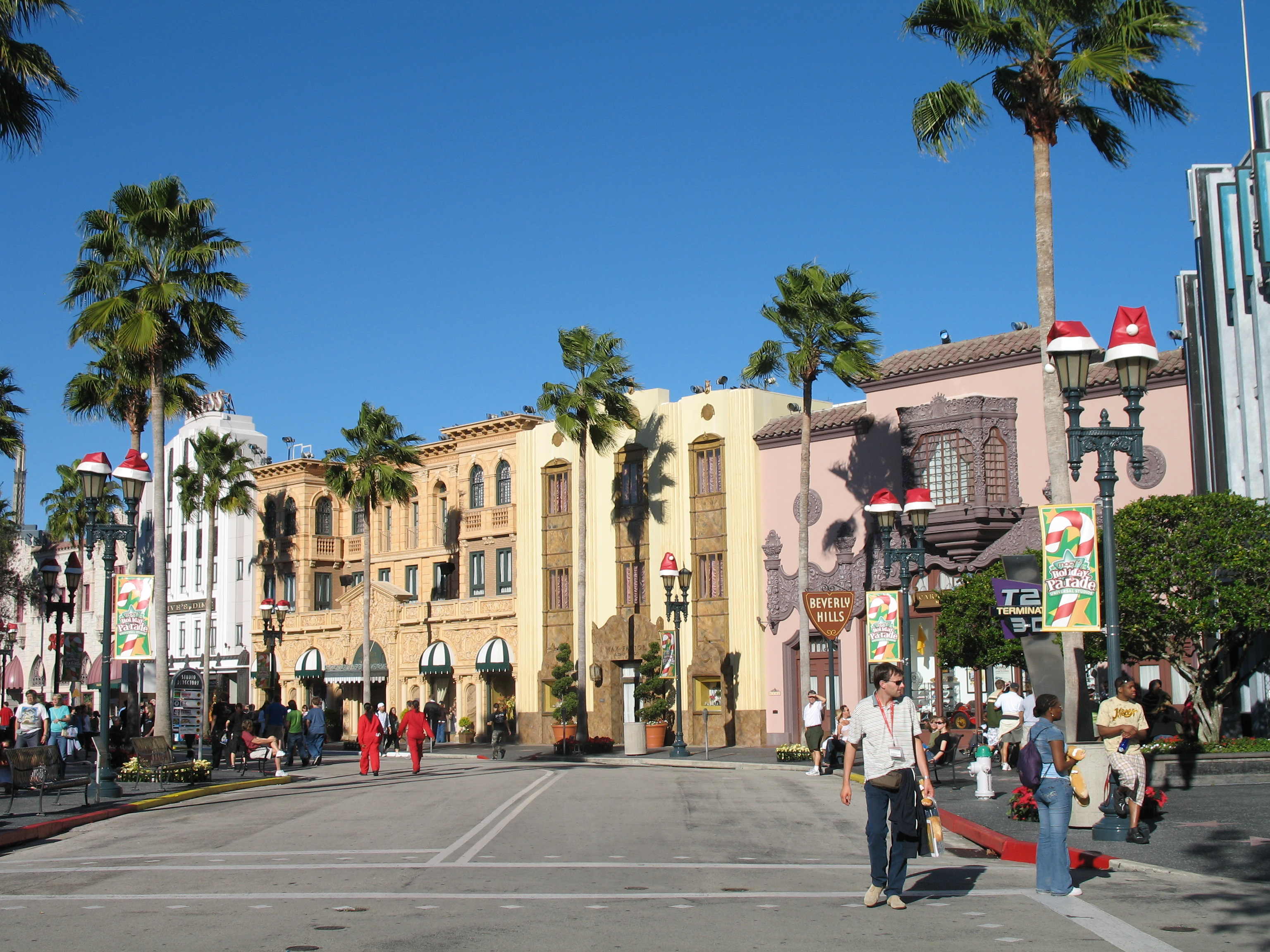
Entrée du secteur Hollywood de l'Universal Studios Florida

Aujourd'hui, la Floride est le troisième centre de production cinématographique des États-Unis. Universal Studios Florida est un parc à thèmes et un studio de production de la société NBCUniversal. Il a ouvert en juin 1990 à Orlando comme premier concurrent de Walt Disney World Resort. Disney's Hollywood Studios est un parc à thème de la Walt Disney Company situé à Walt Disney World Resort basé sur le cinéma, il ouvrit sous le nom de Disney-MGM Studios le 1er mai 1989. Le concept comprend aussi un studio de production Disney avec les animations et les prises de vues réelles (même s'il fut peu utilisé).
Des films historiques sur la Prohibition (Certains l'aiment chaud de Billy Wilder, 1959), la crise des missiles de Cuba de 1962 (Treize jours (Thirteen Days) de Roger Donaldson, 2000). De nombreux films ont pour thème l’espionnage (Goldfinger de Guy Hamilton, 1964 ; Casino Royale de Martin Campbell, 2006) ou l’espace (Apollo 13 de Ron Howard, 1995 ; Contact de Robert Zemeckis, 1997). Les films se déroulant en Floride appartiennent souvent au genre policier ou de thriller : L'Expert de Luis Llosa (1994), Sexcrimes de John McNaughton (1998), Miami Vice : Deux flics à Miami de Michael Mann (2006). D’autres sont des films d’action comme Bad Boys de Michael Bay (1995), 2 Fast 2 Furious de John Singleton (2003), Le Transporteur 2 de Louis Leterrier (2005). Dans le registre de la comédie, on peut citer Porky's (Bob Clark, 1982), Stranger Than Paradise (Jim Jarmusch, 1985), Mary à tout prix (Bobby et Peter Farrelly, 1998) et Mon beau-père, mes parents et moi (Jay Roach, 2004). L'Enfer du dimanche réalisé par Oliver Stone, sorti en 1999, évoque l’univers des Miami Sharks.
De nombreux comédiens sont originaires de Floride : Sidney Poitier (né en 1927 à Miami), Faye Dunaway (née en 1941 à Bascom), Wesley Snipes (né en 1962 à Orlando) ou encore Danny Pino (né en 1974 à Miami).
Les villes floridiennes organisent de nombreux festivals cinématographiques, parmi lesquels le festival international du film de Miami est fréquenté chaque année par plus de 70 000 visiteurs. Le Jacksonville Film Festival se déroule au mois de mai et présente des films indépendants et des documentaires dans plusieurs endroits de la ville.

## Télévision
De nombreuses séries télévisées ont pour cadre la Floride. Flipper le dauphin a été tournée au Miami Seaquarium dans les années 1960 et met en scène les aventures de la famille Ricks. Elle fut suivie par Les Nouvelles Aventures de Flipper le dauphin dans les années 1990. Jinny de mes rêves date également des années 1960. Les Craquantes (1985-1992) rappelle que la Floride accueille des retraités. The Golden Palace se déroule dans un hôtel (1992-1993). Les quatre premières saisons de Nip/Tuck se passent en Floride et expose l'univers de la chirurgie esthétique. Maximum Bob est une série d'après le roman éponyme d'Elmore Leonard (1998). Mais les séries policières sont les plus nombreuses : Deux flics à Miami (1984-1989), Un flic dans la mafia (1987-1990), Les Dessous de Palm Beach (1991-1993) Ace Ventura (1995-2000), Les Experts : Miami (2002), Coup de foudre à Miami, Dexter (2006). Good Morning, Miami (2002-2003), Invasion (2005-2006), South Beach (2006), Privileged (2008) comptent parmi les séries les plus récentes sur la Floride.

## Arts visuels

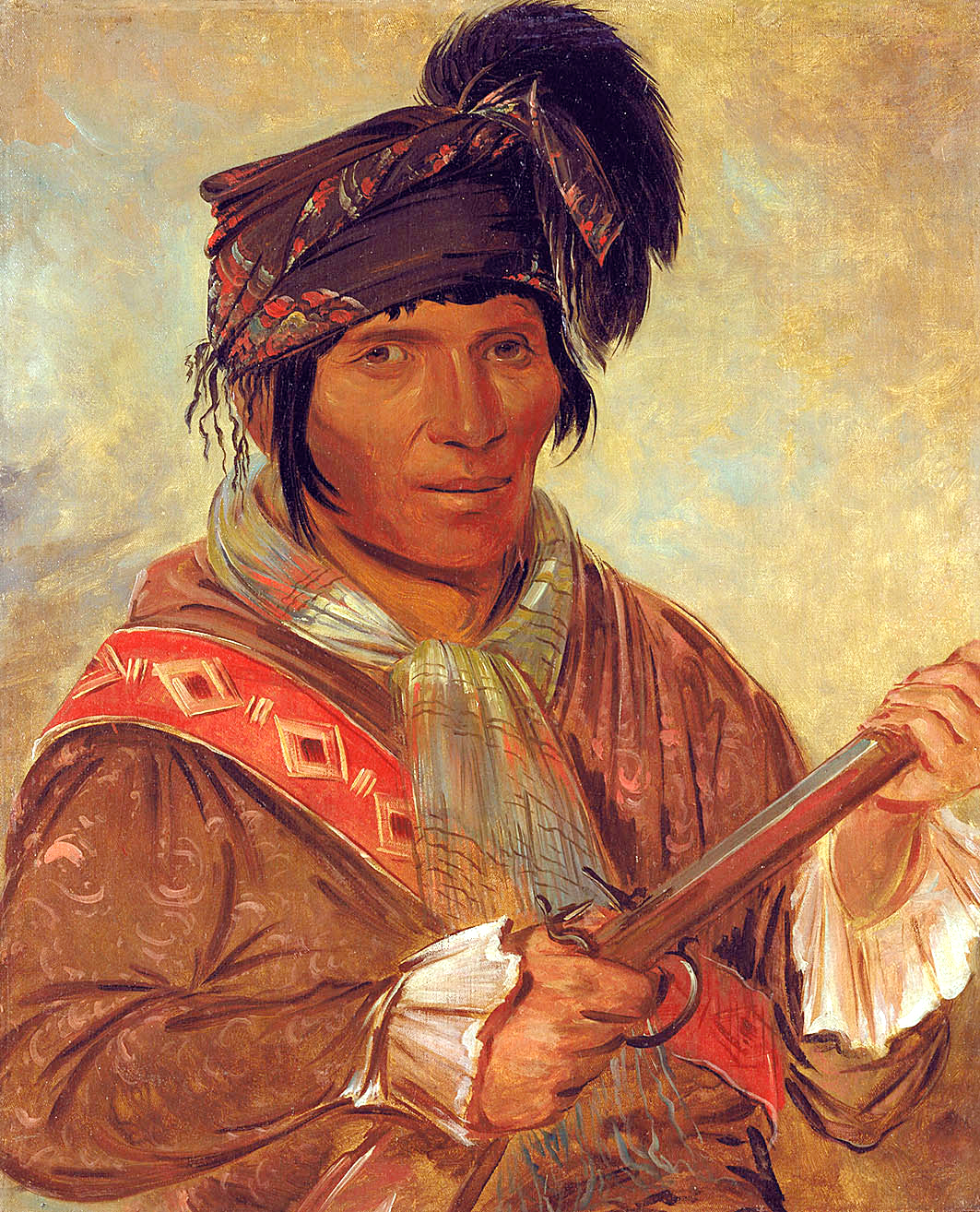
Portrait du chef séminole Co-ee-há-jo, peint par George Catlin (1837).

De nombreux artistes ont représenté la Floride : c'est le cas dès le XVIe siècle, des peintres qui accompagnaient les missions d'exploration, tels que le Français Jacques Le Moyne. Au XIXe siècle, John James Audubon dessina les oiseaux de Floride et George Catlin les Amérindiens. Winslow Homer est célèbre pour ses marines et les scènes de vie des pêcheurs. D'autres peintres américains, George Inness (Early Moonrise, Florida) ou encore John Singer Sargent ont pris la Floride comme sujet de leurs toiles. En 1940, Frank Swift Chase fonda la Sarasota School of Art à Longboat Key. Enfin, Robert Rauschenberg a vécu et est mort à Captiva Island en 2008.

## Cuisine
La cuisine floridienne est un mélange d’influences diverses venues des Caraïbes et d’Amérique latine. Elle utilise des produits maritimes (poissons, crustacés, coquillages), cubains (riz, haricots noirs, porc) et tropicaux (fruits), souvent relevés par des épices. Les agrumes (orange, citron, pamplemousse) sont utilisés dans les desserts mais aussi dans de nombreux plats sucrés-salés (poulet, poisson, etc.). Parmi les spécialités de la région, on peut citer la tarte au citron vert, dans les Keys (Key Lime Pie), le Fudge (pâtisserie à base de chocolat et de bananes), la viande d’alligator. Les restaurants proposent aussi des plats typiques du Vieux Sud américain (gumbo, jambalaya). Les crustacés sont préparés en bisques et servis en entrée. L’agriculture fournit des fruits pour les cocktails et les smoothies. La cuisine floridienne de luxe se développe grâce à la présence de grands chefs (Claude Troisgros à Miami Beach ; Pavillon français du Walt Disney World Resort). Les premières vignes de Floride aurait été plantées par les Français au XVIe siècle et développées par les Espagnols par la suite.

## Médias

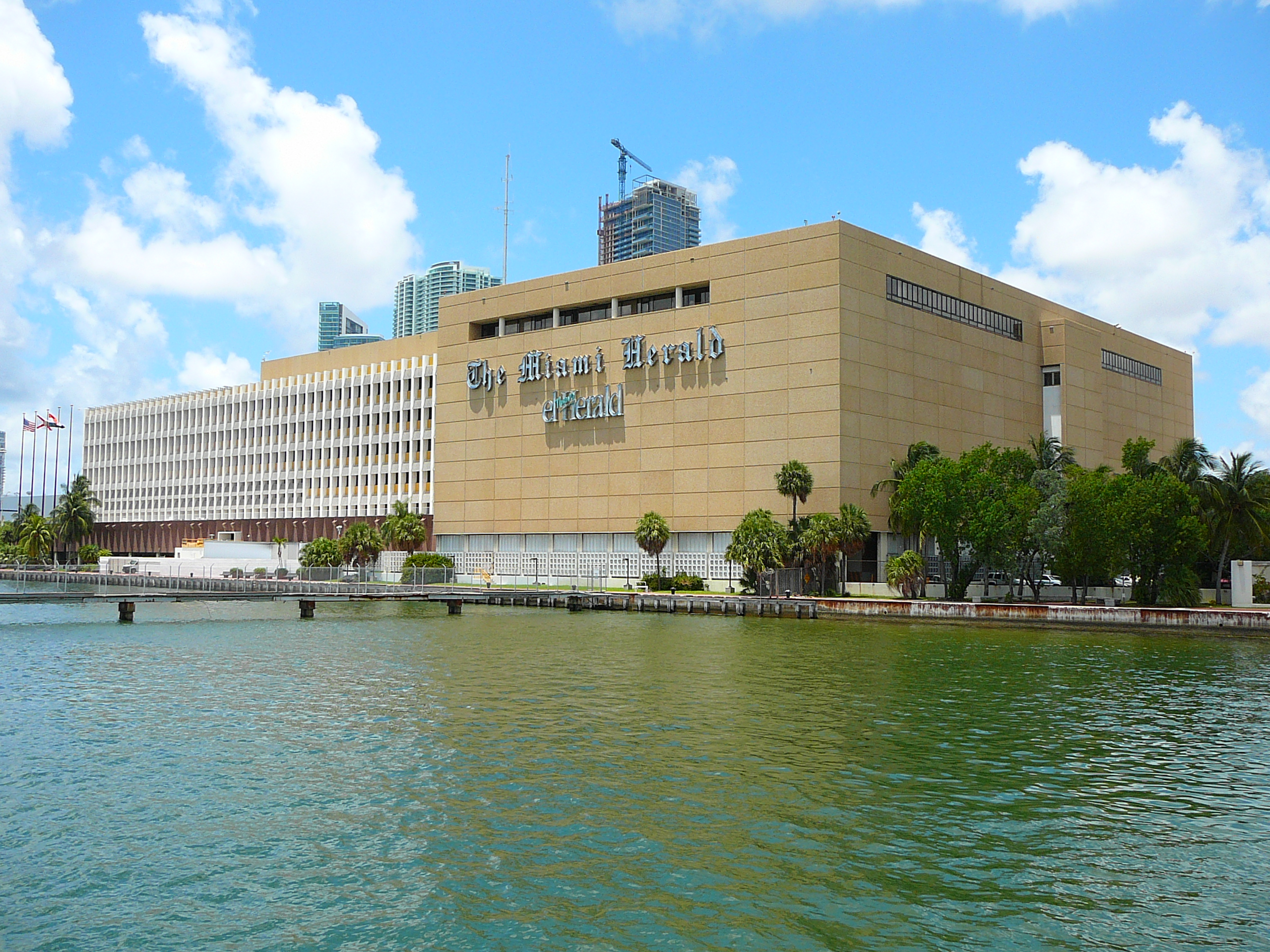
Le siège du journal Miami Herald

Il existe une importante offre de journaux à Miami : le principal quotidien est The Miami Herald qui tire à plus de 260 000 exemplaires en semaine et emploie quelque 1 400 personnes ; il a reçu 19 fois le prix Pulitzer et son rayonnement va bien plus loin que le sud de la Floride car il est distribué dans six pays d’Amérique latine et des Caraïbes. Sa version hispanophone, El Nuevo Herald, est le deuxième journal en espagnol le plus lu aux États-Unis et tire 95 000 exemplaires en semaine. Les autres grands journaux floridiens sont The Florida Times-Union, Orlando Sentinel, Tampa Bay Times. Il existe également une presse étudiante très active.

## Musées, bibliothèques, patrimoine

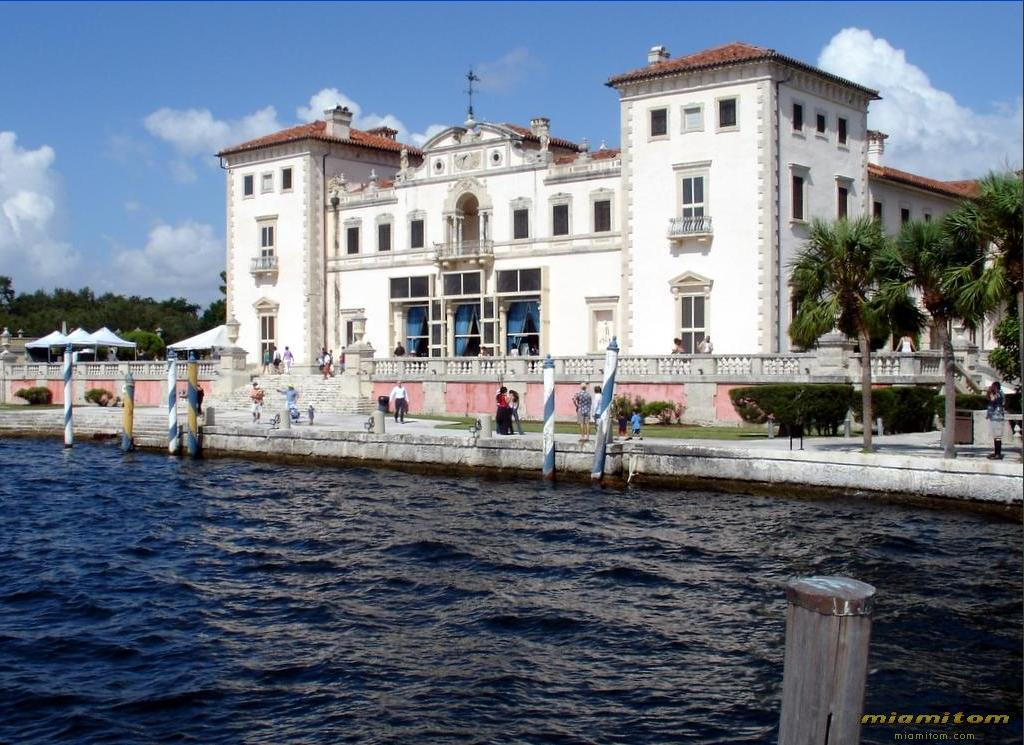
La villa Vizcaya (Miami) abrite un musée d'art

L’art contemporain est particulièrement bien représenté en Floride : les musées (Pérez Art Museum Miami, musée d’art contemporain de North Miami, Musée d'art contemporain de Jacksonville) et les galeries d’art se concentrent dans les grandes villes. Miami possède une foire d'art contemporain internationalement reconnue : Art Basel Miami Beach. Le Salvador Dali Museum réunit la plus grande collection du monde du maître espagnol (St. Petersburg).
Il existe par ailleurs de nombreux musées consacrés aux sciences (Miami Science Museum, muséum d'Histoire Naturelle de Floride), aux transports (aviation, chemin de fer) et à l’histoire locale. Enfin, la vocation spatiale de la Floride est mise à l’honneur au Kennedy Space Center Visitor Complex de cap Canaveral. Des aquariums (SeaWorld Orlando, aquarium de Floride à Tampa) et des parcs zoologiques (Jacksonville Zoo and Gardens, Busch Gardens Tampa, Disney's Animal Kingdom (Orlando), Miami MetroZoo) figurent parmi les autres attractions de l’État.
Les principales bibliothèques de l'État sont situées dans les métropoles : le réseau des bibliothèques de Miami possède 47 antennes et plus de 3,5 millions de volumes. Les campus universitaires abritent des bibliothèques spécialisées. La bibliothèque de l'université internationale de Floride compte plus d’1,7 million de volumes. Les archives d’état se trouvent à Tallahassee.
On dénombre 39 National Historic Landmarks en Floride.

## Littérature

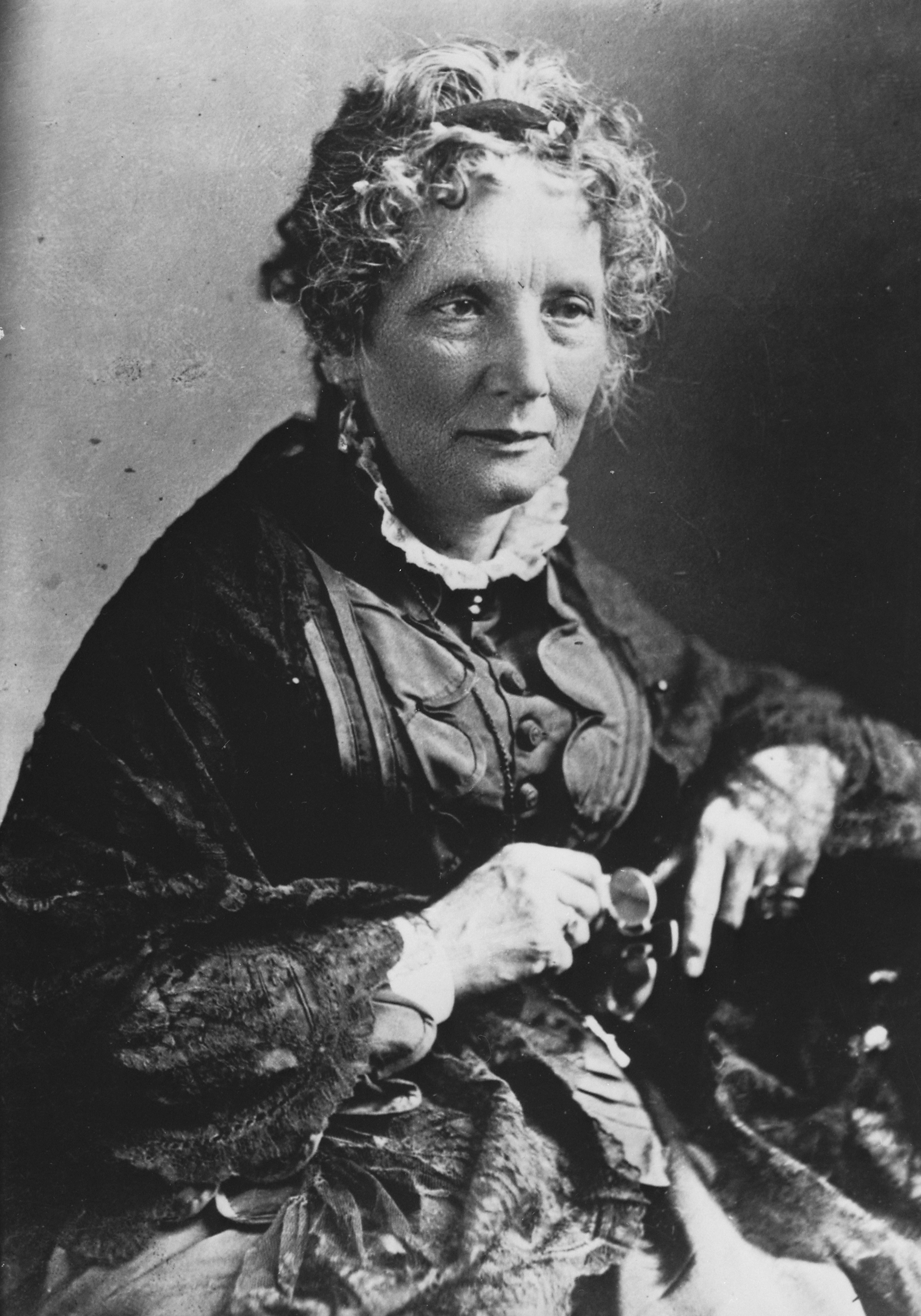
Harriet Beecher Stowe

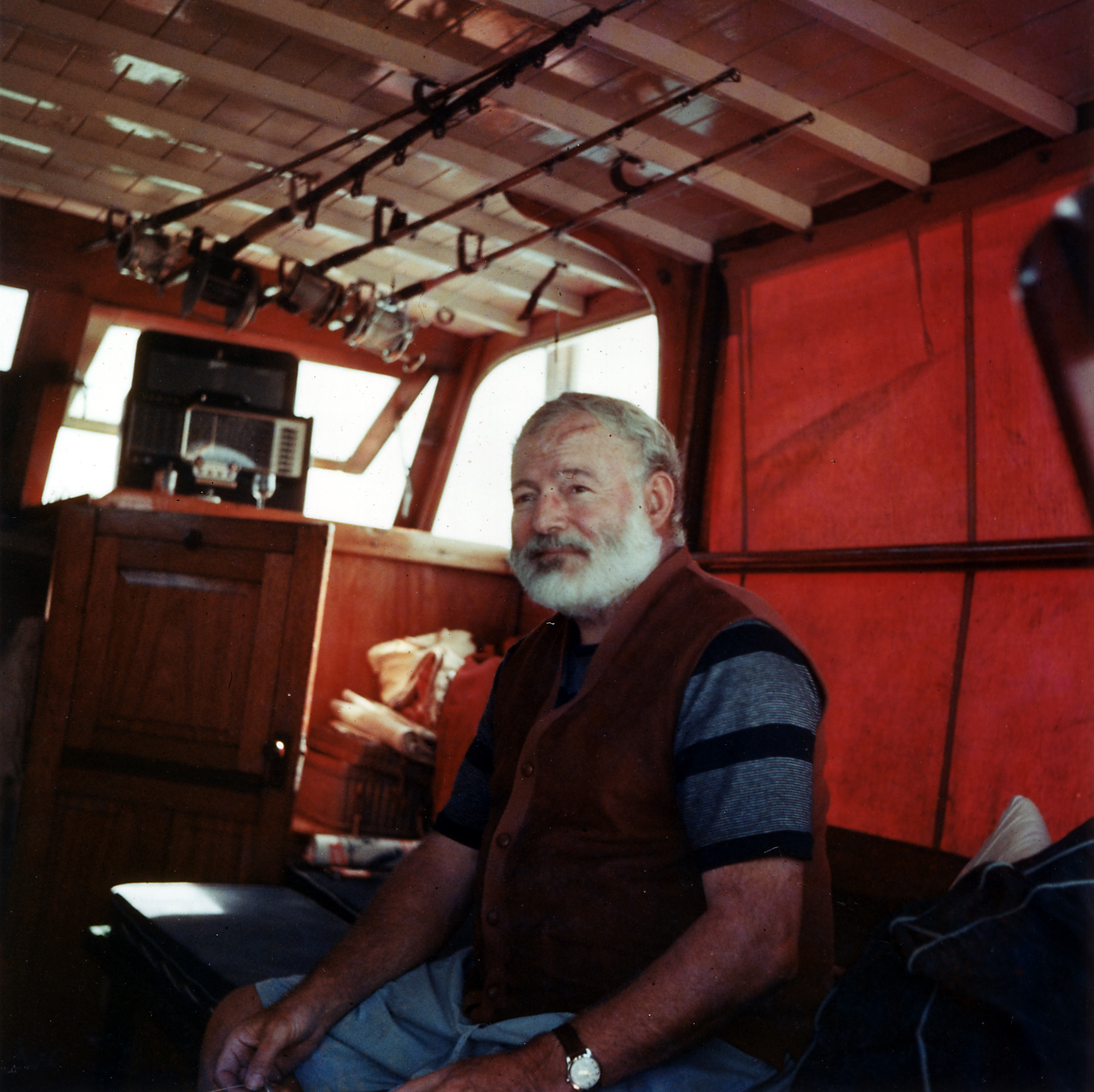
Hemingway sur son bateau vers 1950

Étant donné que les Amérindiens n’ont pas laissé de témoignages écrits datant de l’époque précolombienne, les premiers éléments de la littérature sur la Floride sont des récits espagnols : Historia General y Natural de las Indias de Gonzalo Fernández de Oviedo y Valdés (1535), Historia General de las Indias de Francisco López de Gómara (1551), Mémoires d’Hernando de Escalante Fontaneda (1575), La Florida del Inca d’Inca Garcilaso de la Vega (1605), Historia general de los hechos de los Castellanos d'Antonio de Herrera y Tordesillas (1615), sont des exemples parmi d'autres. Pourtant, grâce aux œuvres de Francisco Pareja, auteur de la Gramatica de la lengua timuquana de Florida (1614), quelques textes, comme le Notre Père, un cathéquisme et une carte écrite à la royauté espagnole survivent en timucua, une des deux langues classiques prédominantes en Floride pendant l'époque de contact entre les Amériques et l'Europe; nous ne connaissons que très peu de l'autre, le calusa, qui également n'est plus parlé.
Les explorateurs français comme Jean Ribault (Brevis narratio eorum quae in Florida Americae provincia Gallis acciderunt, 1591) et René de Goulaine de Laudonnière (L'histoire notable de la Floride, contenant les trois voyages faits en icelles par des capitaines et pilotes français, 1586) laissent des témoignages de la colonisation française. Dans son Journal, le marchand Jonathan Dickinson (1663-1722), raconte son naufrage sur les côtes floridiennes en 1696.
Au siècle des Lumières, les voyageurs britanniques puis américains décrivent la Floride : ainsi, le naturaliste et poète William Bartram parcourt la Floride entre 1765 et 1777. Il publie le récit de ses aventures en 1791 dans un livre appelé Travels, dans lequel il décrit les mœurs des Amérindiens, les milieux et les paysages floridiens. Un autre voyageur anglais, Bernard Romans, écrit une Histoire naturelle et civile des Florides (New York, 1776). Bien que n’ayant jamais résidé de manière permanente en Floride, l’ornithologue John James Audubon peint les oiseaux de cette région ; il explore la Floride à plusieurs reprises dans les années 1830 et publie Les Oiseaux d'Amérique. Charles Vignoles édite en 1821 ses Observations on the Floridas. Le naturaliste américain Frederick A. Ober (1849-1913) publie en 1876 Camp Life in Florida ainsi que Ferdinand De Soto and the invasion of Florida en 1906.
Harriet Beecher Stowe (1811 - 1896), auteure de La Case de l'oncle Tom, a également décrit la Floride à la fin du XIXe siècle dans Palmetto Leaves (1872). À la fin de son ouvrage, elle plaide en faveur des droits humains, notamment des Afro-Américains. Marjorie Kinnan Rawlings (1896 –1953) est un écrivain américain qui a vécu dans la Floride rurale. Son premier roman, South Moon Under (1933), se déroule à Cross Creek où l’on peut encore visiter sa maison (Kinnan Rawlings Historic State Park) . Mais son œuvre la plus célèbre, The Yearling (en français : Jody et le faon, 1938), qui raconte l'histoire d'un jeune garçon qui adopte un faon orphelin en Floride, a remporté le prix Pulitzer du roman en 1939, et a fait plus tard l'objet d'un film du même nom. 
À la fin des années 1930, Stetson Kennedy et Zora Neale Hurston travaillèrent pour la division floridienne de la WPA qui engageait des écrivains. Ils écrivirent tous les deux sur la Floride, le premier dans Palmetto Country (1942) et Southern Exposure (1946), la seconde dans son roman Their Eyes Were Watching God (1946). Ces deux personnages sont connus pour leurs contributions sur le folklore de la Floride et leur engagement en faveur des droits civils. Bien qu’originaire d’Alabama, la famille de Zora Neale Hurston s’installa à Eatonville près d’Orlando. Dans son autobiographie, Dust Tracks on a Road, Zora NEale Hurston prétend y être née ; la ville organise chaque année un festival en son honneur.
Ernest Hemingway (1899-1961) vécut plusieurs années à Key West, dans une maison où John Dos Passos vint à plusieurs reprises avec sa femme. Hemingway y écrivit de nombreux romans : A Farewell to Arms, For Whom The Bell Tolls, Green Hills of Africa, The Snows of Kilimanjaro, Death in the Afternoon. Il travaillait le matin dans un studio aménagé au second étage. La demeure a été transformée en musée en 1964 (Ernest Hemingway Home and Museum) puis a été classée National Historic Landmark en 1968. Deux œuvres du prix Nobel de littérature ont pour cadre la Floride : En avoir ou pas (1937) décrit Key West et la contrebande entre Cuba et la Floride. L'Étrange Contrée raconte comment un écrivain et une jeune fille louent une voiture à Miami et roulent vers l'Ouest. Cette nouvelle fut publiée de façon posthume dans The Complete Short Stories of Ernest Hemingway: The Finca Vigía Edition (1987). Tennessee Williams (1911-1983) est un autre grand auteur américain qui vécut en Floride. Sa pièce Doux oiseau de jeunesse (Sweet Bird of Youth, 1959) commence dans une chambre d’hôtel de St. Cloud. La pièce de Maxwell Anderson (1888-1959), Key Largo (1939) fut adaptée au cinéma.
À partir des années 1960, Miami devient le centre de la littérature des Cubains en exil : par exemple, Carlos Victoria place l’action de son roman Un pont dans la nuit dans la métropole floridienne. L'écrivain et cinéaste Eduardo Manet décrit la vie des exilés cubains à Miami dans Rhapsodie cubaine (1996). Thomas McGuane (né en 1939), écrit des romans  qui ont pour décor les Keys (32° à l’ombre, Panama). Dans Continents à la dérive (1985), Russell Banks (né en 1940) évoque l’immigration haïtienne en Floride. En 1973, Joy Williams publie Effractions roman dans lequel un couple de vagabonds en fuite s'installe dans les villas inoccupées de la côte. L'Étoffe des héros de Tom Wolfe évoque la conquête spatiale depuis le cap Canaveral. Susan Orlean (née en 1955) raconte l'histoire de John Laroche et de trois Séminoles accusés d'avoir dérobé des orchidées sauvages dans les marécages floridiens (Le Voleur d'orchidées).
Enfin, le roman policier est le genre le plus prolifique en Floride : on peut citer des écrivains comme John D. MacDonald (1916-1986), Leonard Elmore (né en 1925 : La Brava ; Beyrouth-Miami (en)), Alison Lurie (née en 1926 (La Vérité sur Lorin Jones, Un été à Key West), Stuart M. Kaminsky (né en 1934), Edna Buchanan (née en 1939 : La Femme de glace ; Double vie, double mort), Carl Hiaasen (né en 1953 : Miami Park ; Carnage à Miami ; L'Arme du crocodile), Patricia Cornwell (née en 1956 : Sans raison, Predator) ou encore Tim Dorsey (né en 1961).

## Musique
La diversité musicale de la Floride reflète l’existence des différentes communautés ethniques. Les premières musiques de la Floride sont le fait des Amérindiens qui utilisaient différents instruments tels que la flûte, le tambour ou encore le hochet ; ces musiques rituelles restent vivantes dans les réserves. L’héritage afro-américain se retrouve dans le ragtime noir et le cake-walk. La présence des [Cubain]s et des Haïtiens renouvelle les genres musicaux de la péninsule à partir des années 1960 : salsa, reggae, mambo, salsa, rumba bachata, merengue, vallenato, zouk, calypso, steel drum... Au début des années 1970, le disco de Miami connut un important succès avec TK Records, KC and the Sunshine Band, Foxy ou les chanteurs nés dans la ville George McCrae et Teri DeSario. Dans les années 1980-1990 se développent le Miami bass (hip-hop), le death metal, le Florida breaks (breakbeat). Enfin, la Floride est l’un des principaux lieux de la techno. La Winter Music Conference de Miami est la plus grande manifestation de dance du monde. Miami est avec Mykonos, Ibiza et Ayia Napa, l’une des destinations préférées des clubbeurs et des DJ internationaux.
De nombreux chanteurs et musiciens sont nés en Floride : on peut citer Gary U.S. Bonds (rhythm and blues), Fred Durst (rapcore/Nu metal), Jim Morrison (rock), Thomas Earl Petty, Johnny Tillotson (musique country), ou encore Flo Rida (rap). Marilyn Manson et 2 Live Crew comptent parmi les groupes originaires de Floride les plus connus.
Les métropoles comptent chacun des orchestres symphoniques comme le New World Symphony (Miami), le Florida Orchestra (qui se produit au Tampa Bay Performing Arts Center, le Jacksonville Symphony Orchestra ou encore le Tallahassee Symphony Orchestra.
Enfin, plusieurs chansons évoquent la Floride : Old Folks at Home est l'hymne de l'État écrit par Stephen Foster en 1851. Les Blues Brothers chantent Going back to Miami (Made in America, 1980). Arthur H interprète Sous le soleil de Miami dans son album Show Time (2006).